# Distruzione della flotta napoletana
La distruzione della flotta napoletana avvenne la sera dell'8 gennaio 1799, quando fu data alle fiamme dal commodoro Donald Campbell, comandante del vascello Afonso de Albuquerque e diretto sottoposto dell'ammiraglio marchese di Nisa, comandante in capo della squadra portoghese del Mediterraneo.
L'ordine fu impartito contravvenendo alle disposizioni dell'ammiraglio Nelson, in base alle quali la flotta avrebbe dovuto essere distrutta solo in procinto della cattura da parte dei francesi.
Gli incendi terminarono l'indomani, 9 gennaio, con l'affondamento delle maggiori unità della Real Marina.

## Storia
Furono dati alle fiamme e affondati i vascelli Guiscardo, Partenope e Tancredi (tutti da 74 cannoni), il San Gioacchino (64 cannoni) la fregata Pallade (40 cannoni), la corvetta Flora (24 cannoni), bruciate cinque lance cannoniere e due bombardiere, mentre la Cerere fu depredata e abbandonata alla deriva in mare aperto.
Il vicario generale Francesco Pignatelli, rimasto a Napoli, se ne lamentò direttamente con Nelson, il quale chiese informazioni al marchese di Nisa e al commodoro Donald Campbell disapprovandone l'operato con una dura reprimenda e dovendo scusarsene personalmente con Ferdinando IV di Napoli e Giovanni Acton, tuttavia ogni provvedimento punitivo come il deferimento alla corte marziale fu sospeso dietro richiesta della regina consorte di Napoli Maria Carolina.